# Tomáš Goder
Tomáš Goder, född 4 september 1974 i Desná i Liberec, är en tjeckisk tidigare backhoppare som tävlade för Tjeckoslovakien och senare Tjeckien.

## Karriär
Tomáš Goder deltog i junior-VM 1991 i Reit im Winkl i Tyskland. Han blev vann en silvermedalj i den individuella tävlingen, endast slagen av Martin Höllwarth från Österrike. I lagtävlingen vann han en guldmedalj tillsammans med junior-laget till Tjeckoslovakien, före Finland och Frankrike.
Goder debuterade i världscupen i skidflygningdsbacken Letalnica i Planica i dåvarande Jugoslavien 23 mars 1991. han blev nummer 55 i första tävlingen, en tävling som vanns av Staffan Tällberg från Sverige. Han placerade sig första gången bland de tio bästa i en deltävling i världscupen 25 januari 1992 i skidflygningsbacken Heini-Klopfer-Skiflugschanze i Oberstdorf där han blev nummer fyra. Han blev även nummer fyra i tävlingen dagen efter i samma backen. Tävlingarna vanns av Werner Rathmayr från Österrike. Goder hade sin bästa säsong i världscupen 1991/1992 då han blev nummer 21 totalt. Samma säsong blev han nummer fyra sammanlagt i skidflygningsvärlscupen.
Tomáš Goder startade i olympiska spelen 1992 i Albertville i Frankrike. Där blev han nummer 48 i normalbacken och nummer 20 i stora backen i Courchevel. I lagtävlingen lyckades han, tillsammans med det tjeckoslovakiska laget (František Jež, Tomáš Goder, Jaroslav Sakala och Jiří Parma) vinna en olympisk bronsmedalj, 24,3 poäng efter segrande Finland och 22,8 poäng efter Österrike.
Goder tävlade i två skidflygnings-VM. På hemmaplan i skidflygningsbacken Čerťák i Harrachov 1992 blev han nummer fyra, 19,0 poäng från en bronsmedalj. I skidflygnings-VM 1994 i Planica blev han nummer 20.
Tomáš Goder deltog i sin sista världscuptävling i normalbacken i Harrachov 12 december 1997. Senare deltog han i några tävlingar i kontinentalcupen innan han avslutade sin backhoppskarriär 1998, 24 år gammal.